# Mimorsidis sarawakensis
Mimorsidis sarawakensis là một loài bọ cánh cứng trong họ Cerambycidae.